# Juan de Enghien
Juan de Enghien (¿? - † Opheilissem, 23 de agosto de 1281) fue obispo de Tournai entre 1267 y 1274, y príncipe-obispo del principado de Lieja de 1274 a 1281.

## Biografía
Juan pertenecía a la casa de Enghien, una vieja familia noble originaria de los condados de Henao y de Flandes. Juan era hijo del conde Sohier III de Enghien y de Alix de Zottegem.
El papa Gregorio X y Rodolfo I de Habsburgo sostuvieron su candidatura después de la deposición de Enrique de Güeldres. El tercer estado de la ciudad de Lieja se querelló contra la administración bisbal a raíz de un decreto imperial que excluía al clero de ciertas tasas.
Durante su episcopado estalló la guerra de la vaca. Según la leyenda, esta guerra comenzó después de un hecho anodino, el robo de una vaca en el campo de Ciney en el principado y transportada a Andenne, en el condado de Namur, aunque las causas eran más complejas. Siguió una guerra de venganza y revancha durante la cual unas quince mil personas perecieron y un gran número de pueblos y castillos fueron incendiados en Brabante, Namur, el principado de Lieja y Luxemburgo. Al fin, el rey de Francia, Felipe III tuvo que arbitrar para terminar el conflicto. El hecho de que el condado de Namur dependiera del obispado de Lieja para los asuntos religiosos complicó la situación y causó muchas disputas territoriales y de otros tipos. Juan de Enghien murió antes de la conclusión del conflicto.
Habría fallecido por asesinato frente a la abadía de Opheilissem, cerca de la ciudad de Tienen en circunstancias poco claras. Su predecesor destituido, Enrique de Güelders, le habría secuestrado. Como no mantuvo mucho los privilegios del capítulo, rehusó ser enterrado en la catedral de san Lamberto (Lieja). Unos años más tarde, sin embargo, se decidió transferir sus restos a la catedral.

### Citas
1. ↑  Van Hasselt, M. (1844). «La guerre de la Vache dans le Condroz». Liège – citations (en francés). Consultado el 24 de marzo de 2014.
2. ↑  Poncelet, Edouard. «Nouveaux documents relatifs à la guerre dite de la Vache de Ciney». Bulletin de la Commission royale d'histoire (en francés). Consultado el 24 de marzo de 2014.
3. ↑  Closon, Jules (1933).  Bulletin de l’Institut archéologique liégeois, tomo LXII, ed. Un évêque de Liége peu connu de la fin du XIIIe siècle: Jean d’Enghien (1274-1281) (en francés). pp. 41-82. Consultado el 24 de marzo de 2014. «Citado por Etienne Delcambre, Bibliothèque de l'école des chartes, 1933, tomo 94».
4. ↑  L'art de vérifier les dates des faits historiques, tomo XIV (en francés). París: Valade. 1819. p. 204. Consultado el 24 de marzo de 2014.